# George Savakis
George Savakis, oder Yorgos Savakis (griechisch Γιώργος Σαββάκης, * 22. August 1922 in Athen; † 9. August 2004 ebenda) war ein bekannter Athener Maler.

## Leben
George Savakis wurde im Stadtteil Psirri geboren, lebte jedoch im Plaka-Viertel, wo er anfangs als Porträt-Maler arbeitete. Während der deutschen Besatzungszeit fertigte er in seiner Freizeit Skizzen von typischen Szenen der Zeit an (z. B. der Schwarzmarkt in der Stoa Attalou, oder die Gebrauchtkleider-Märkte). Ab 1956 ist er beruflich ausschließlich als Maler tätig. In der Nachkriegszeit malt er großflächige Bilder für die Tavernen der Plaka (vorzugsweise bemalte er die Wände der Tavernen), die den Betrieb etwa zu Karneval, zu Konzerten oder Szenen des Plaka selbst darstellten. Dort schloss er Bekanntschaft mit Kunsthändlern und bekannten Persönlichkeiten, wie dem späteren König von Griechenland Konstantin.
In den 1970er Jahren begann er die Skizzen aus der Besatzungszeit auf Öl zu übertragen. Obwohl diese kein kommerzieller Erfolg waren, bedeuteten sie seinen Durchbruch als etablierter Maler. Sein Atelier, ein ehemaliger Wohnhof in der Thespidos-Gasse, wurde zum Treffpunkt von Historikern und Kunsthändlern.
In den 1980er Jahren folgten Ausstellungen in Europa und den USA; in Südfrankreich wurde er zum Ehrenbürger einer Kleinstadt ernannt. Neben seiner Arbeit als Maler wurde Savakis auch mit der Restaurierung mittelalterlicher Kirchenmalereien beauftragt. Diese Tätigkeit ist wenig bekannt. Er setzte sich auch sehr engagiert für die Erhaltung der Athener Plaka ein. Sein letztes Projekt war ein Symposium zum Thema Essen und griechische Landschaften im New Yorker Restaurant Thalassa.

## Werk
Immer wieder wird Savakis der Naiven Kunst oder der Volkskunst zugerechnet. Als ehemaliger Porträtmaler war Savakis jedoch zu einer realitätsgetreuen Darstellung fähig. Er pflegte eine altmodische Malweise beeinflusst vom französischen Impressionismus.
Allgemein lässt sich das Werk von George Savakis in drei Phasen unterteilen:
Frühphase (bis 1955)
Die Frühphase ist von der Porträtmalerei geprägt, Savakis fertigte unzählige Zeichnungen von Szenen des Athener Lebens an. Einen Teil davon kolorierte er und verkaufte sie als Aquarelle. Weiterhin war er als Porträtmaler tätig.
1955–1980
Savakis malte u. a. Tavernenszenen und Szenen der Besatzungszeit auf Canvas. In seiner Freizeit skizzierte er weiterhin Situationen in der Plaka, allem voran Häuser und Straßen vor der Sanierung.
1980–2004
Savakis malte Tavernenszenen und das Athen vor 1940. Viele Themen malte er in Variationen, so den Monastiraki-Platz mit der Tram oder den Karnevalsumzug am Lysikrates-Denkmal.

### Einzelne Werke
- Le vieux marché de poissons a Athènes, Musée International d’Art Naïf,[2]

## Ausstellungen
- "George Savakis: Images from old Athens", Stadt Athen, Technopolis 2010
- "George Savakis, der Volksmaler des alten Athen" («Γιώργος Σαββάκης, Ο λαϊκός ζωγράφος της Παλιάς Αθήνας»), 22. Dezember 2012 bis zum 13. Januar 2013, Ioniko Kentro, Athen

## Trivia
Savakis aß in den Tavernen der Plaka zu Mittag und gab deren Besitzern die Möglichkeit durch eine Bewirtung abzubezahlen. In über 40 Lokalen hängen bis heute seine Bilder.